# 십분의 일형

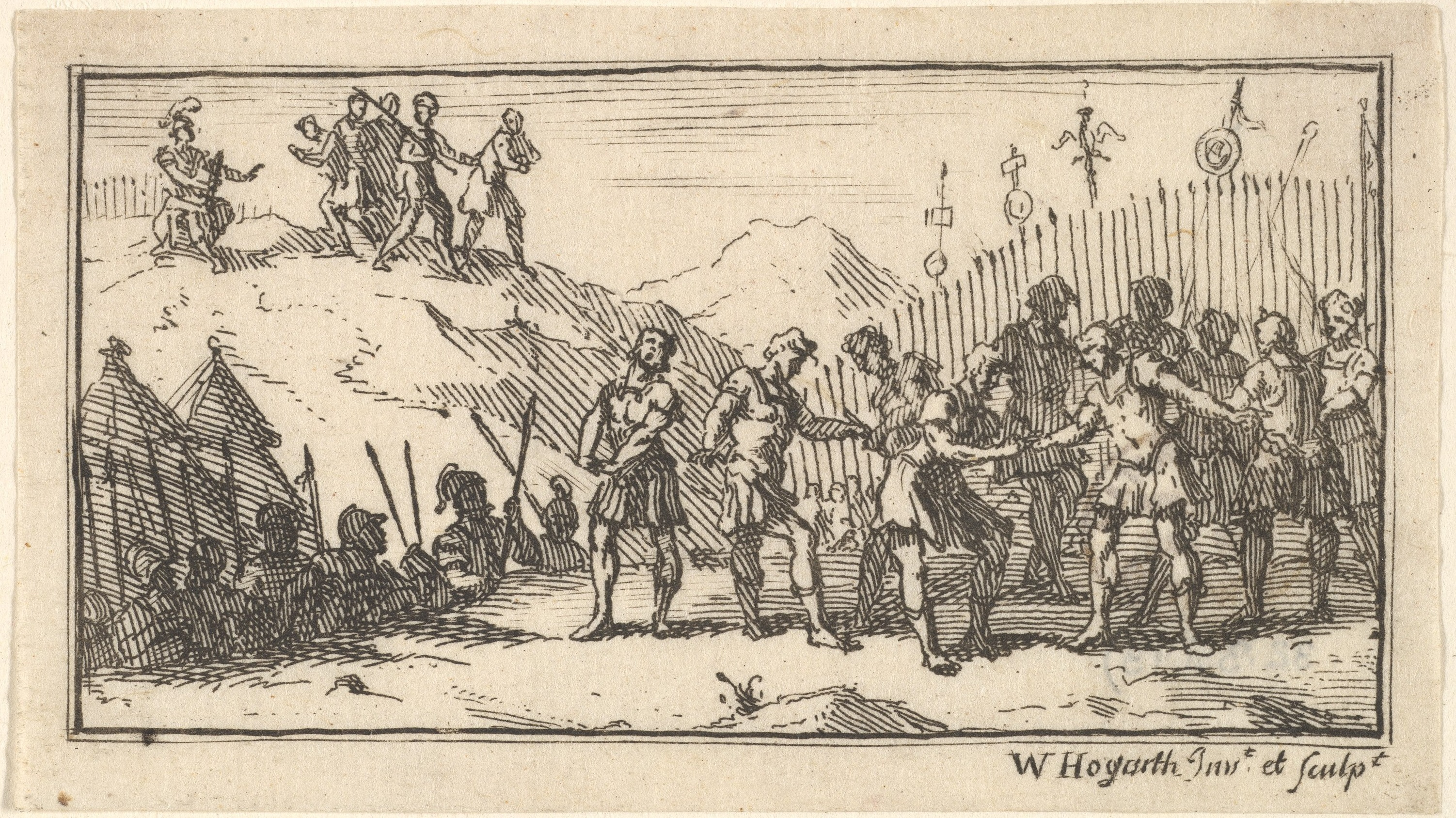
Decimation. 비버의 로마 군사 처벌(Beaver's Roman Military Punishments), 윌리엄 호가스, 1725

십분의 일형(라틴어: decimation)이란 고대 로마 군대에서 로마군의 지휘관이 기강이 해이해지거나 전장에서 명예롭지 못한 행동을 한 병사들을 단속하는 무거운 형벌이자 군사 규율의 하나이다. 십중지일형(十中之一刑)이라고도 한다. 소속 장병들을 10명씩 나누고 10명 중 한 명을 무작위로 뽑아서 나머지 9명이 뽑힌 한 명에게 짱돌을 던지거나 채찍 또는 막대기로 죽을 때까지 팬다. 처형대상에서 제외된 나머지 군인들도 평상시 지급되는 식량인 밀대신, 질이 낮다고 여겨지는 보리를 지급받게 된다.

## 같이 보기
- 곤틀릿 (형벌)